# Lipiec (jezioro)
Lipiec, Lipiniec – niewielkie jezioro dystroficzne na Pojezierzu Łęczyńsko-Włodawskim, położone przy drodze wojewódzkiej nr 812 w pobliżu wsi Okuninka.
Jest to jezioro linowo-szczupakowe. Ma powierzchnię 4 ha, a jego średnia głębokość wynosi 3 m. Maksymalna zaś 7 m. Długość brzegu jeziora wynosi 729 m.
Brzegi jeziora są zabagnione. Występują na nich: trzcina pospolita, pałka wąskolistna oraz oczeret jeziorny. Większość dna mulista, lecz miejscami torfowa.

## Gatunki ryb
Występuje tu 17 gatunków ryb, m.in. karaś srebrzysty, karaś pospolity, lin, karp, leszcz, okoń, płoć, sumik karłowaty, wzdręga, ukleja, szczupak.
Jezioro poddawane jest corocznemu zarybianiu.